# Lerik
Lerik (en azerí: Lerik) es una localidad en el sur de Azerbaiyán, capital del raión homónimo. Se encuentra en la montaña Talish,  a una altitud de 1096 m sobre el nivel del mar. Tiene la frontera con Irán.

## Historia
Anteriormente Lerik ha formado parte de condado de Lenkaran de gubernia de Bakú. En 1930 Lerik se ha convertido en el centro administrativo de raión Zuvand de la RSS de Azerbaiyán. En 1938 raión Zuvand fue denominado en Lerik. 
Según los datos de censo de población en 1979 en Lerik vivían 4,503 personas, y en 1989 — 5,824.

## Relieve
Lerik está siruado en el territorio de cordillera Talish. Tiene las fronteras con Yardimli en el sur y sudoeste, Lankaran en noreste, Masalli en noroeste y Astara en sudeste. Las cumbres más altas - Kosirgoy  (2492 m) y Kiziurd (2433 m) se encuentran en  cordillera Talish.

## Clima
En otoño en Lerik llueve con frecuencia. Temperatura media - 1 —  -4 grados en enero y  12-22 —  en julio. Las pecipitaciones anuales oscila entre 300-800 mm.

## Demografía
Según census 2009 contaba con 7301 habitantes.

## Monumentos históricos
Cueva de Buzeir - uno de los asentamientos más antiguos en Azerbaiyán de época de piedra. 